# جام چنل وان (فوتبال)
جام چنل وان (انگلیسی: Channel One Cup) یک تورنمنت فوتبال تجاری پیش از فصل سالانه بود که توسط کانال یک تلویزیون روسیه و بنیاد رومن آبراموویچ، آکادمی ملی فوتبال سازماندهی شد. شرکت کنندگان قهرمان و نایب قهرمان لیگ برتر روسیه، لیگ برتر اوکراین و لیگ برتر اسرائیل بودند. کل صندوق جایزه حدود دو میلیون دلار بود که برنده یک میلیون دریافت کرد. قوانین جام تصریح کرد که حداقل نیمی از پول جایزه باید به بازیکنان جوان در حال توسعه اختصاص یابد.
این مسابقات در سال ۲۰۰۹ به دلیل یک بحران مالی لغو شد. با این حال، میراث آن در چارچوب تلاش برای ایجاد یک قهرمانی متحد شامل کشورهای سابق CIS باقی ماند. قالب تعیین شده توسط این مسابقات در سال ۲۰۱۳ هنگام ایجاد جام اتحاد مورد استفاده قرار گرفت، که توسط برخی به عنوان "تجسم جام چنل وان" نامگذاری شد.
به طور متوسط ۵.۵ میلیون روس بازی‌های این مسابقات را تماشا کردند.

## تاریخچه
این مسابقات در ژانویه در اسرائیل به دلیل شرایط آب و هوایی خوب و هواداران گسترده برای باشگاه‌های روسیه و اوکراین که توسط مهاجران یهودی از اتحاد جماهیر شوروی سابق تشکیل شده بود، برگزار شد. این جام به عنوان آماده‌سازی برای تورنمنت‌های مهم بهاری استفاده می‌شد، با این حال تضاد تاریخی بین باشگاه‌های روسیه و اوکراین باعث می‌شود مسابقات سختی برگزار شود و علاقه هواداران بسیار بالا باشد.
در سال ۲۰۰۶ اولین تورنمنت در تل آویو برگزار شد. قهرمان و نایب قهرمان روسیه و اوکراین عبارت بودند از: زسکا مسکو، اسپارتاک مسکو، دینامو کی‌یف و شاختار دونتسک. سرانجام، شاختار دونتسک جام را به دست آورد.
در سال ۲۰۰۷، زمانی که مکابی حیفا و هاپوئل تل آویو به مسابقات اضافه شدند، فرمت تغییر کرد. تیم‌ها به دو گروه تقسیم شدند و برندگان در فینال به مصاف هم رفتند. زسکا مسکو برنده مسابقات سال ۲۰۰۷ شد.
در سال ۲۰۰۸، دو تیم روسی زسکا مسکو و اسپارتاک مسکو (دوم و سوم، زیرا زنیت سنت پترزبورگ شرکت نکرد)، دو تیم اوکراینی دینامو کی‌یف و شاختار دونتسک، قهرمان اسرائیل بیتار اورشلیم و قهرمان صربستان ستاره سرخ بلگراد در مسابقات شرکت کردند. دینامو کی‌یف در مسابقات سال ۲۰۰۸ قهرمان شد.
در سال ۲۰۰۹ این تورنمنت به دلیل بحران مالی لغو شد. با این حال، میراث آن در چارچوب تلاش برای ایجاد یک قهرمانی متحد شامل کشورهای تشکیل‌شده CIS باقی ماند.

## قهرمانان
| فصل  | قهرمان        | نایب قهرمان   | نتیجه       | گلزنان برتر                            |
| ---- | ------------- | ------------- | ----------- | -------------------------------------- |
| ۲۰۰۶ | شاختار دونتسک | دینامو کی‌یف   | رفت و برگشت | برانداو ( شاختار دونتسک، ۳ گل)         |
| ۲۰۰۷ | زسکا مسکو     | اسپارتاک مسکو | ۳–۲ (و.ا.)  | رومن پاولیوچنکو ( اسپارتاک مسکو، ۴ گل) |
| ۲۰۰۸ | دینامو کی‌یف   | شاختار دونتسک | ۲–۲(۳–۲پ.)  | فرناندینیو ( شاختار دونتسک، ۴ گل)      |
| ۲۰۰۹ | کنسل شد       | کنسل شد       | کنسل شد     | کنسل شد                                |